# Карта де Вірга
Карта де Вірга — кругла венеційська карта світу діаметром понад 4 метри, виготовлена між 1411 та 1415 роками картографом Альбертіно де Вірга. Карта містила підпис
«A. 141.. Albertin diuirga me fecit in vinexia»
«Зроблено Альбертіно де Вірга у Венеції в 141.. р.»
(остання цифра дати була стерта місцем перегину карти)
Карту придбав Альберт Фідгор 1911 року в крамниці букініста в хорватському місті Шибеник. В червні 1932 року карту було продано на аукціоні в Люцерні. Вона зникла наприкінці 1930-х років разом із власниками — єврейською родиною з Гайдельбергу, її нинішнє місцеперебування невідоме.
Карта де Вірго містила цілий набір цікавих властивостей. Зокрема, на ній було:
- зображено Канарські та Азорські острови (останні офіційно відкрили після 1420 року).
- позначено південний край африканського континенту (що португальці довели лише в 1486 році), а також вказане царство пресвітера Йоанна, розташоване в Ефіопії.
- описані береги Індійського океану, зокрема позначено острів Шрі-Ланка, королівство «Мадам» (Малабар), острів Ява («Java Magna») і вперше в історії європейської картографії — Японію («Cipangu»).
- північна частина Австралії (від затоки Бонапарта на заході до затоки Карпентарія на сході) зображена достатньо точно. При цьому Австралія зображена окремим континентом і правильно розташована щодо азійського континенту.
- Масив суші на північному заході карти міг зображувати Гренландію і, можливо, північно-східне узбережжя Америки.

Карта де Вірга була поліхромною: море замальоване білим кольором (за винятком Червоного моря), а суша — жовтим. На аркуші пергаменту з картою сусідили зображення знаків зодіака і таблиці для обчислення фаз місяця, а також часу святкування Великодня.